# Nguéa Laroute
Nguéa Laroute de son vrai nom Louise Koubinom, est une chanteuse et auteure compositrice camerounaise, née le 2 juillet 1960 à Yingui et morte le 14 juin 2020 à Douala. Elle est aussi connue sous le nom de Mama Nguéa.

## Biographie

### Enfance et débuts
Nguéa Laroute est la quatrième d’une fratrie de sept enfants, elle marque ses premiers pas au quartier Deïdo. Elle découvre ensuite le quartier Bonewonda à Akwa-Nord où elle va à l’école publique de Bonewonda. Puis, elle est inscrite à l’école privée laïque du même quartier, où elle obtient son certificat d’étude primaire élémentaire. Nguéa Laroute ne fait pas long feu dans les études. Après le primaire, elle se lance dans la coiffure et la couture.

### Carrière
Nguéa Laroute est âgée de 20 ans, lorsque son frère ainé l’amène dans les rangs de la chorale de l’Union des églises baptistes du Cameroun. Elle devient la soliste de la chorale, et part de là, pour le Show Business. Nguéa Laroute qui se voyait gagner sa vie plus tard dans la couture ou la coiffure commence à écrire des chansons. En 1991, son frère cadet lui fait enregistrer son premier album Fou malade.
Nguéa Laroute est sous le feu des projecteurs. Un soir, elle doit prester au quartier Akwa. Les footballeurs Eric Djemba Djemba un membre de la famille de Mama Nguea du côté paternel et Samuel Eto’o s’y trouvent aussi. Eric Djemba Djemba fait les présentations. Nguéa Laroute décide d'enregistrer une chanson en hommage à Samuel Eto’o, il est flatté et une relation fraternelle nait entre les deux.
Entre ses tournées dans son pays, en Afrique et en Europe, elle met plusieurs albums sur le marché discographique au cours de ses 30 années de carrière.

## Santé
En 2019, la santé de Mama Nguéa se dégrade considérablement, et ne lui permet plus de se mouvoir librement et de vaquer à ses occupations. Elle connaît de nombreuses hospitalisations qui mènent tour à tour à l’amputation de ses deux membres inférieurs. Elle décède le 14 juin 2020 à Douala.

## Discographie

### Albums
- 1991 : Fou-malade.
- 1993 :Try me you go seam.
- 1995 : Récompense.
- 2002 : Chauffer moteur.
- 2008 : Merry and John.
- 2023 : Ambiance Assurée.
- 2006 : A votre choix.

### Singles
- Chauffer Moteur.
- Bossinga.
- Soleil de décembre[9].
- Ebonga Longa.
- Désillusion[10] .

## Prix et distinctions
- 2004 et 2005 : Canal 2'Or avec la chanson "soleil de Décembre".
- 2006 : Artiste féminine canal 2'Or[11].
- Chevalier de l'ordre de la Valeur sous la ministre Ama Tutu Muna.